# Стиг Андре Берге
Стиг Андре Берге (Осло, 20. јул 1983) је норвешки рвач грчко-римским стилом. На Европском првенству 2007. освојио је сребрну медаљу. Учествовао је на Олимпијским играма у Пекингу где је био 19. и у Лондону када је завршио на 13. месту. На Светском првенству 2014. дошао је до бронзане медаље, а на Олимпијским играма у Рио де Жанеиру 2016. такође је освојио бронзу.